# Ghatophryne rubigina
Ghatophryne rubigina là một loài cóc thuộc họ Bufonidae.
Đây là loài đặc hữu của Ấn Độ.
Môi trường sống tự nhiên của chúng là vùng núi ẩm nhiệt đới hoặc cận nhiệt đới và sông ngòi.